# Pavetta calothyrsa
Pavetta calothyrsa är en måreväxtart som beskrevs av Cornelis Eliza Bertus Bremekamp. Pavetta calothyrsa ingår i släktet Pavetta och familjen måreväxter. Inga underarter finns listade i Catalogue of Life.